# William Roper

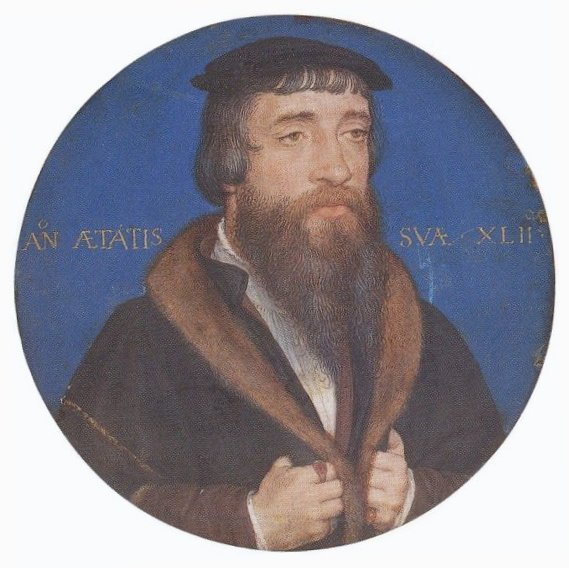
William Roper von Hans Holbein, ca. 1536

Sir William Roper (* zwischen 1495 und 1498 in Kent; † 4. Januar 1578 in London) war ein englischer Jurist und Angehöriger des englischen Parlaments. Als Ehemann der gebildeten Margaret More wurde Roper ein Schwiegersohn des englischen Humanisten und späteren Heiligen Sir Thomas More, in dessen Haushalt er mehrere Jahre lebte. Nach dem Tod seiner Ehefrau Margaret schrieb Roper seine Erinnerungen an das Leben Thomas Mores nieder, die ursprünglich als Materialsammlung für eine in Auftrag gegebene Biografie seines Schwiegervaters gedacht waren. Sie wurden später unter dem Titel Life of Sir Thomas More veröffentlicht und war die erste persönliche Biografie in englischer Sprache. Auf ihr beruhen die meisten jüngeren Werke über Thomas More.

## Leben

### Herkunft und Familie
William Roper war der älteste Sohn des John Roper, Attorney General unter Heinrich VIII. und der Jane Fyneux, einer Tochter des Chief Justice am Gericht King’s Bench. Neben William hatten die beiden noch zwei Söhne sowie mindestens eine Tochter namens Elizabeth. Die Ropers hatten sich durch vorteilhafte Heiraten und durch ihre Arbeit als Rechtsgelehrte zu einer wohlhabenden Familie in Kent entwickelt. Sie besaßen Well Hall in Eltham und Jane hatte von ihrer Familie die Herrenhäuser von Stourmouth und Linstead geerbt. Außerhalb von Canterbury gehörte ihnen das Haus St. Dunstan, das seitdem als Roper Gate bezeichnet wurde. In der Kirche von St. Dunstan hatten sie zudem eine Votivkapelle und eine private Kapelle errichtet. In der Votivkapelle hatten zwei Kaplane die Aufgabe, für die Seelen der verstorbenen Ropers und den Wohlstand der noch lebenden Familie zu beten. Materieller Besitz spielte eine wichtige Rolle für die Ropers und William war keine Ausnahme.
Ursprünglich hatte sein Vater, ein Freund und Kollege von Ropers zukünftigem Schwiegervater Thomas More für ihn das Amt des Protonotarius am King’s Bench vorgesehen, allerdings war an dieses Amt ein Preis geknüpft. Entgegen der üblichen Gepflogenheit, dem ältesten Sohn den gesamten Besitz zu vermachen und die jüngeren Söhne gut zu verheiraten, teilte John Roper in seinem Testament seinen Besitz zwischen seinen drei Söhnen auf. Nur in diesem Fall sollte William das prestigeträchtige Amt des Protonotarius erhalten. John Roper las seiner Familie das Testament einmal 1523 und einmal 1524 kurz vor seinem Tod vor. Bereits zu diesem Zeitpunkt herrschte Unfrieden in der Familie. So berichteten während der späteren Untersuchungen Zeugen, dass Jane versucht hatte, das Testament zu Gunsten ihres jüngsten Sohnes Christopher ändern zu lassen. Unter anderem hatte sie mehrmals zu ihrem Ehemann gesagt: „Bei Gott, würdest du doch nur deinem Sohn Christopher dein Herrenhaus in St. Dunstan's vermachen [...] und deinem ältesten Sohn irgendetwas anderes“.
Auch William hatte während einer der beiden Lesungen gegen das Testament protestiert, woraufhin sein Vater ihm gesagt haben soll: „Alles Vertrauen und jede Vertraulichkeit zwischen dir und mir ist entzwei.“ Nach dem Tod seines Vaters im Jahr 1524 focht Roper das Testament an und berief sich auf das in England normalerweise praktizierte Recht der Primogenitur. Da seine Mutter die Erbschaft ihres jüngsten Sohnes Christopher retten wollte, entbrannte zwischen ihr und William ein Rechtsstreit. Insgesamt dauerte Ropers Kampf um seine Anerkennung als Alleinerbe sechs Jahre und sowohl der Erzbischof von Canterbury als auch der Erzbischof von York ergriffen Partei für die unterschiedlichen Seiten. Schließlich wurde die Sache dem Parlament übergeben.

### Im Haushalt der Mores

#### Ehe mit Margaret Roper

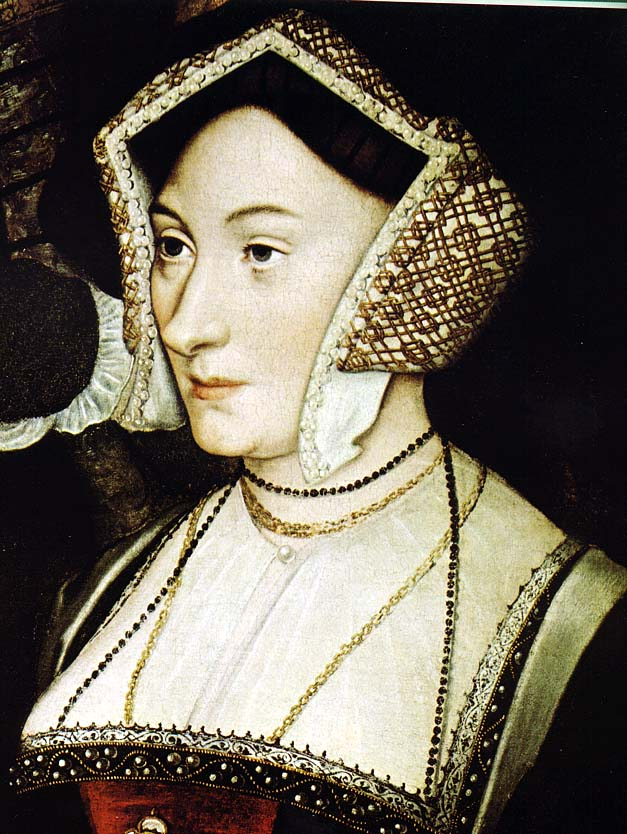
Margaret Roper, Ehefrau William Ropers

Über Ropers Ausbildung ist wenig bekannt. Historisch verbürgt ist lediglich, dass er 1518 Lincoln’s Inn beitrat und als Jurastudent in Thomas Mores Haushalt lebte. Nach eigenen Angaben verbrachte Roper insgesamt sechzehn Jahre mit der Familie More. Hier lernte er auch seine zukünftige Ehefrau Margaret kennen, Mores älteste Tochter, die gemeinsam mit ihren Schwestern die gleiche Ausbildung erhielt wie ihr Bruder. Laut Sir William Strafford, einem engen Freund William Ropers, ereignete sich eine denkwürdige Episode zwischen Roper, More und Margaret. John Aubrey, Straffords Enkelsohn, berichtet: 

„Sir William Roper von Eltham in Kent, kam eines Morgens sehr früh zu dem Lordkanzler More mit einem Ersuchen, eine seiner Töchter heiraten zu dürfen. Die Töchter des Herren lagen beide zusammen in einem Alkovenbett im Zimmer ihres Vaters und schliefen. Er bringt Sir William in die Kammer, ergreift die Decke am Zipfel und reißt sie dann plötzlich weg. Sie lagen auf dem Rücken und ihre Nachthemden waren bis zu den Achselhöhlen hochgerutscht. Sie erwachten davon und drehten sich sofort auf den Bauch. Darauf sprach Roper, „Ich habe beide Seiten gesehen“ und traf seine Wahl mit einem Klaps auf den Hintern. „Du bist mein.“ Und das war die gesamte Brautwerbung.“

 Obwohl diese Episode unter Historikern umstritten ist, gibt es zumindest ein Indiz für ihre Authentizität, da More in seinem Werk Utopia die Meinung vertritt, dass angehende Ehepartner einander vor der Hochzeit einmal nackt gesehen haben sollten. Die Hochzeit der beiden fand im Sommer 1521 statt. Da ein Krieg mit Frankreich nahte, hatte More eine Sondergenehmigung beantragt, so dass die Ehe schneller geschlossen werden konnte. Anstelle einer Mitgift erhielt Roper freie Kost und Logis in Mores Haushalt und nahm dort auch an den Unterrichtsstunden für Mores Kinder teil.

#### Verhältnis zu Thomas More
Aus Anekdoten, die Roper in seinem Life of Sir Thomas More erzählt, geht hervor, dass er generell ein gutes Verhältnis zu seinem Schwiegervater hatte, der ihn „Sohn Roper“ nannte. Allerdings kam es zu Spannungen, als Roper sich für Martin Luthers Thesen zu interessieren begann. More hatte auf Befehl von König Heinrich VIII. eine Schmähschrift gegen Luther verfasst, den er als Ketzer betrachtete. Roper wurde in dieser Zeit als „begeisterter Protestant“ bezeichnet, zum Entsetzen seines streng katholischen Schwiegervaters. Die beiden diskutierten oft und lange über Religionsfragen, doch konnte More Roper nicht überzeugen. Obendrein sah sich Roper einer Anklage wegen Ketzerei ausgesetzt, jedoch ließ der Kardinal Thomas Wolsey ihn „aus Liebe zu Sir Thomas More mit einer freundlichen Warnung“ gehen. Der Haussegen war damit jedoch nicht wiederhergestellt und schließlich erklärte More seiner Tochter Margaret resigniert: 

„Meg, ich habe lange Zeit Geduld mit deinem Ehemann gehabt. Ich habe vernünftig mit ihm gesprochen und mit ihm diese Punkte der Religion argumentiert und ihm meinen ärmlichen, väterlichen Rat gegeben, aber ich spüre, dass nichts davon ihn zurück nach Hause bringen wird. Und darum, Meg, werde ich nicht länger mit ihm streiten oder disputieren, sondern ihn in Ruhe lassen, mich eine Weile zu Gott begeben und für ihn beten.“

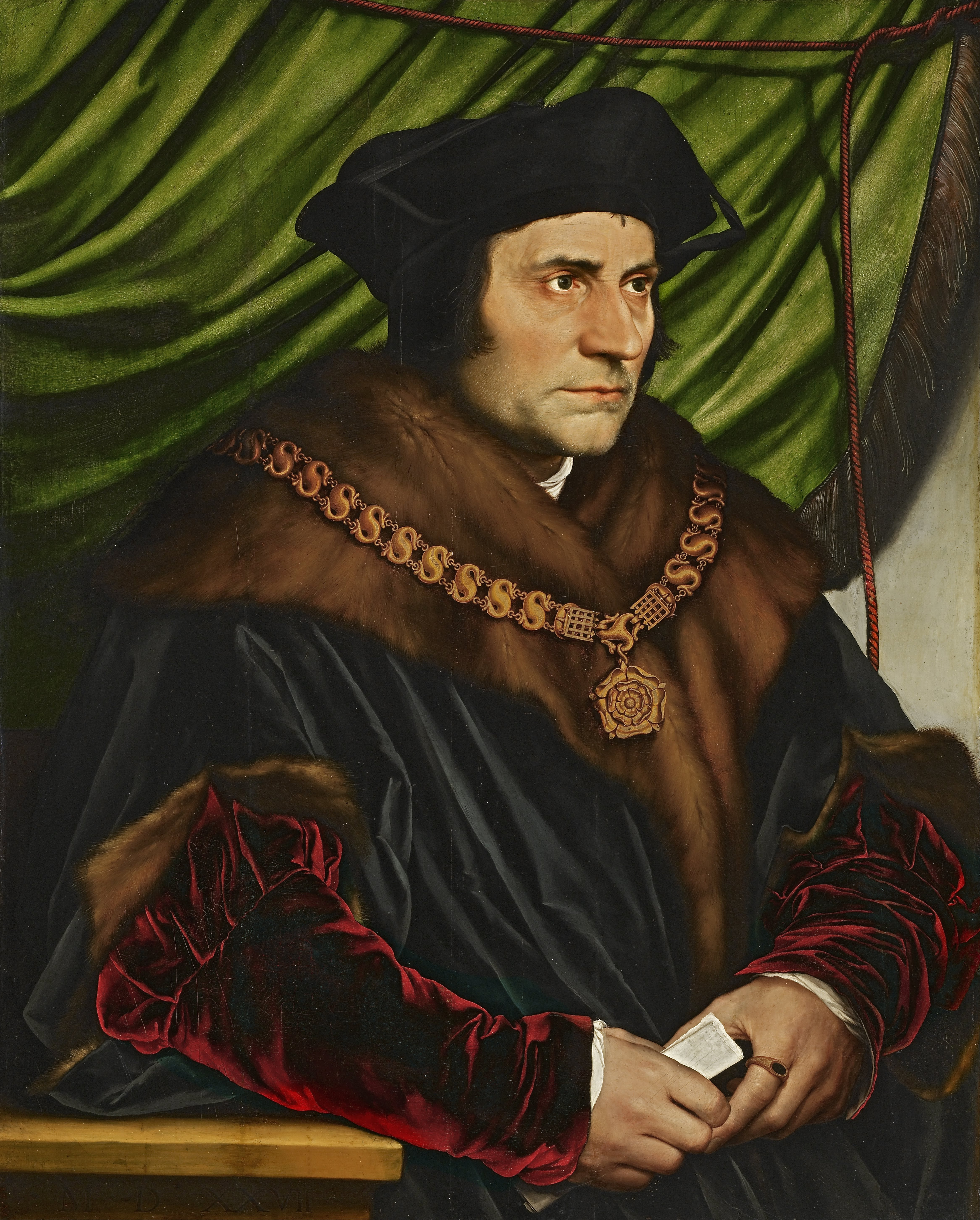
Thomas More von Hans Holbein

Ob nun durch Mores Gebete oder Margarets behutsamen Einfluss, letztendlich kehrte Roper zum katholischen Glauben zurück und blieb bis zum Ende seines Lebens bekennender Katholik. Innerhalb der Familie war der Frieden somit wiederhergestellt und als More 1529 zum Lordkanzler ernannt wurde, nutzte er seinen neu gewonnenen Einfluss, um Ropers Ansprüche im Erbschaftsstreit mit seiner Familie durchzusetzen. Einer der ersten Parlamentsakte unter Mores Kanzlerschaft entschied den Streit zu Ropers Gunsten. Obwohl man aus heutiger Sicht More Vetternwirtschaft vorwerfen könnte, schien More die Rechtmäßigkeit von Ropers Anspruch tatsächlich anzuerkennen, denn laut Roper sagte More über Rechtsstreitigkeiten einst zu seinem Schwiegersohn Giles Heron: „Ich versichere dir bei meinem Glauben, wenn zwei Parteien von mir Gerechtigkeit verlangten und mein Vater auf der einen Seite stünde und der Teufel auf der anderen - wenn seine Sache legitim wäre, würde der Teufel Recht bekommen.“
Nachdem More sein Amt aus Protest gegen die Scheidung des Königs von Katharina von Aragón niederlegte, fiel die Familie schnell in Armut. Roper, der mit seiner Frau Margaret und ihren gemeinsamen Kindern nach wie vor in Mores Haushalt lebte, berichtet, dass More seine Kinder zu sich rief und ihnen erklärte, dass sie, wenn sie länger zusammen leben wollten, sich nun mit deutlich schmalerer Kost bescheiden müssten. Im Gespräch mit Roper hoffte More, dass die Ehe des Königs mit Anne Boleyn nicht mit Eiden bekräftigt werden würde. Roper hielt ein solches Szenario zwar für unwahrscheinlich, wurde aber als Parlamentsangehöriger rasch eines Besseren belehrt, als der König den 1. Act of Succession verabschiedete. In ihm wurde die Ehe mit Anne Boleyn als einzig legitime Ehe Heinrichs erklärt und jedem Untertanen der Eid abverlangt, Nachkommen aus dieser Ehe als einzig wahre Thronfolger anzuerkennen. More weigerte sich aus Gewissensgründen den Eid zu leisten, wodurch er die Gunst des Königs verlor.
In einer Zeit, in der Sippenhaft gesellschaftlich akzeptiert war und Einzelne aufgrund von Verbrechen ihrer Angehörigen ruiniert wurden, war Roper als Mores Schwiegersohn besonders gefährdet. Anders als sein Schwiegervater leistete er den Eid ohne Widerstand, wie die meisten Parlamentsangehörigen. Aus seinen erhaltenen Gesprächen mit More geht hervor, dass Roper den Idealismus seines Schwiegervaters nicht teilte. Während More den Eid von einem philosophischen Ansatz her betrachtete, war Roper mehr besorgt um das Wohlergehen seiner Familie. Der Lordsiegelbewahrer Thomas Cromwell versuchte mehrere Male über Roper, More zur Kooperation zu bewegen. Auch Roper selbst bat seinen Schwiegervater dringend, die neuen Gegebenheiten zu akzeptieren. Doch wie seiner Ehefrau war es ihm unmöglich, More umzustimmen. Kurz vor seiner Verhaftung im Jahr 1534 gelang es More mittels einer Gesetzeslücke den Ropers ein Haus mit Grundstück namens Butt's Close zu vermachen, so dass sie zumindest ein Zuhause hatten. 1535 wurde More hingerichtet.

### Karriere unter vier Monarchen
Ab 1523 wohnte William Roper den Parlamentssitzungen des House of Commons bei. Durch die Vermittlung von Thomas Howard, 3. Duke of Norfolk erhielt Roper einen Sitz für Bamber, Sussex, später erhielt er Sitze für verschiedene Orte in Kent. So vertrat er Rochester in den Jahren 1545, 1547 und 1554, Canterbury in den Jahren 1555 und 1558, sowie Winchelsea im Jahr 1553. Seine Verwandtschaft zu Thomas More wurde ihm nach der Hinrichtung seines Schwiegervaters jedoch beinahe zum Verhängnis. Sein Schwager William Dauncey, Ehemann von Mores Tochter Elizabeth, wurde 1535 inhaftiert. Sein zweiter Schwager Giles Heron, Ehemann von Mores Tochter Cecily, wurde 1540 aufgrund einer falschen Anklage als Verräter hingerichtet. 1543 wurde Roper selbst im Tower of London unter Arrest gestellt. Man warf ihm vor, gegen den Erzbischof von Canterbury Thomas Cranmer konspiriert zu haben. Zu Ropers Glück konnte nichts bewiesen werden, so dass er mit der damals hohen Geldstrafe von 100 Pfund davonkam.
Im Jahr 1544 starb Margaret Roper und drei Jahre später, im selben Jahr, in dem der junge, protestantische König Eduard VI. den Thron bestieg, verlegte Roper seinen Hauptsitz nach Crosby Place in Bishop's Gate. Ungefähr zu dieser Zeit lernte er den jungen Nicholas Harpsfield kennen. Während seine Schwägerin Margaret Giggs mit ihrer Familie und begleitet von Harpsfield ins belgische Löwen emigrierte, um dem protestantischen Regime zu entkommen, blieb Roper in England und konnte somit seine Besitztümer sichern, die im Falle einer Flucht an die Krone gefallen wären. Er wählte Harpsfield als Schreiber für eine offizielle Biografie Thomas Mores aus und unterstützte ihn großzügig als Patron. Unter Eduard VI. nahm Roper pflichtbewusst an allen Parlamentssitzungen außer der letzten teil. Er gehörte nach wie vor zum katholischen Lager, vermied aber Schwierigkeiten mit dem Regime. 

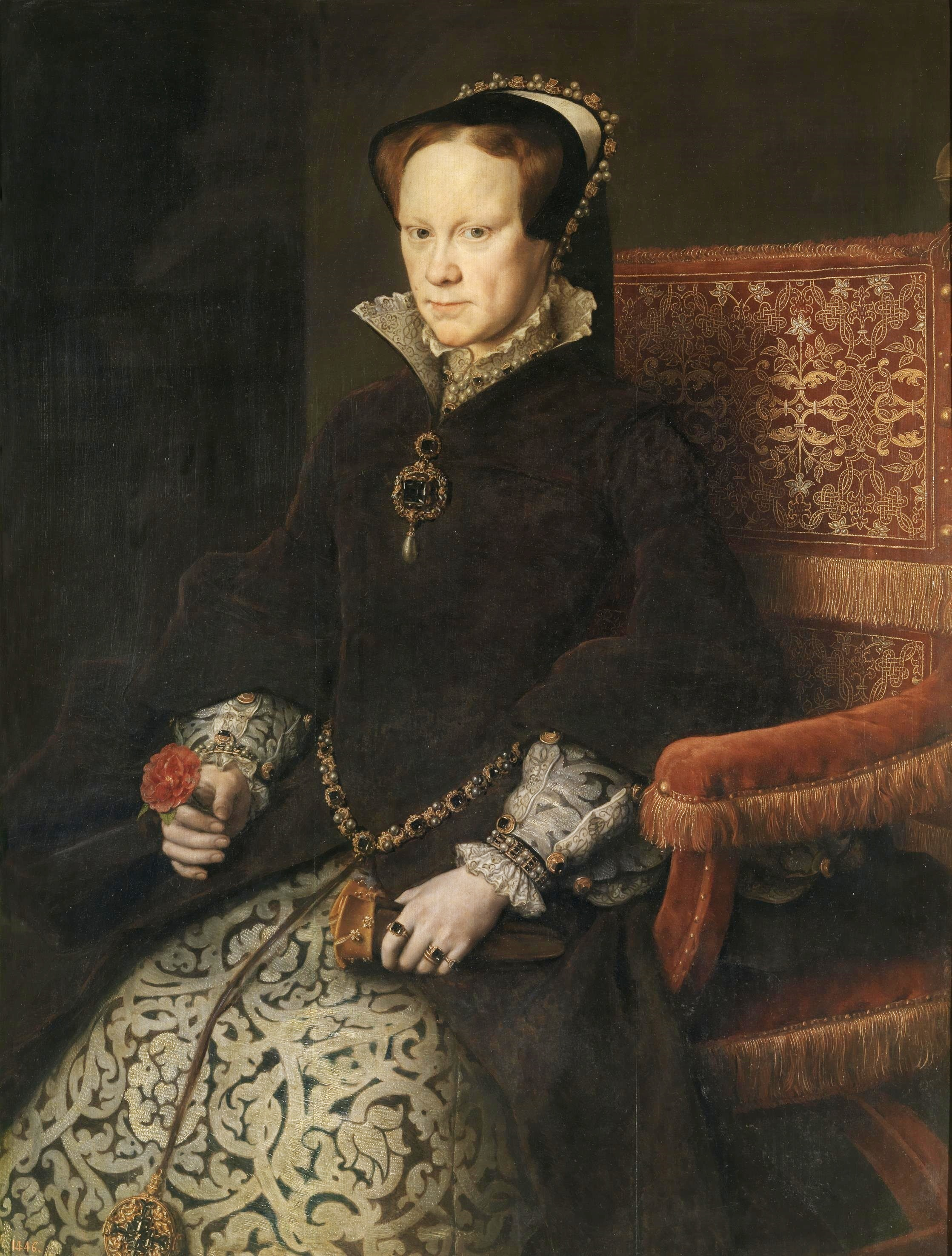
Königin Maria, Patronin William Ropers und seiner Familie

Unter Maria hingegen erlebte seine politische Karriere noch einmal eine Blütezeit. Die Königin, die seine Familie rehabilitierte, ernannte ihn zum Sheriff von Kent und er nahm an allen ihrer Parlamentssitzungen teil. Zudem erhielt er für das St John’s College in Oxford von dessen Gründer Sir Thomas White das Gasthörerrecht auf Lebenszeit. Durch seinen Einfluss wurde Mores Neffe Rastell, der die älteste Tochter von Margaret Giggs geheiratet hatte, Mitglied des Parlaments und erhielt einen Sitz für Canterbury. Auch vermuten Historiker, dass Roper verantwortlich für Harpsfields Berufung als Rektor von Saltwood und Erzdiakon von Canterbury war.
Harpsfields Karriere wurde jedoch durch die Thronbesteigung Elisabeth I. zunichtegemacht, da er sich weigerte, sie als Oberhaupt der Kirche anzuerkennen. Er wurde inhaftiert. Roper entging diesem Schicksal und arrangierte sich einmal mehr mit einer protestantischen Regierung, obwohl er nach wie vor, wie alle Katholiken, Almosten verteilte. Gleichzeitig vergrößerte er weiterhin seinen Besitz um Ländereien in Kent, Sussex, Surrey, Staffordshire, Oxfordshire, Middlesex und London und wehrte erfolgreich Angriffe auf seinen Sonderstatus am St John’s College ab. 
Durch seine Freundschaft zu den Musikern Thomas Tallis und William Byrd hatte er nach wie vor Beziehungen zum Hof. Als Katholik wurde er dennoch genau beobachtet und es gibt Hinweise darauf, dass er katholische Exilanten finanziell unterstützte, die Bücher gegen Elisabeths Anspruch auf den Titel des Oberhaupts der Kirche veröffentlichten. Als der Kronrat ihn diesbezüglich verdächtigte, unterzeichnete Roper eine schriftliche Verpflichtung, in Zukunft keinen Grund mehr für solche Verdächtigungen zu liefern. Dennoch nutzte er seine finanziellen Mittel auch weiterhin, um politischen Gefangenen – größtenteils Katholiken – zu helfen. Laut Harpsfield führte Roper das Einkommen mehrerer seiner Ländereien an vier Londoner Gefängnisse ab und vermachte diese Verpflichtung ausdrücklich allen Käufern seiner Ländereien. In seinem letzten Willen vermachte er den Häftlingen des Gefängnisses King's Bench eine Summe Geld.

### Tod
Seine letzten Jahre verbrachte Roper in London mit dem Arzt James Good, seinem engen Vertrauten, der im Jahr 1573 für Kontakt zu Maria Stuart bereits im Gefängnis gesessen hatte. Er starb am 4. Januar 1578. In seinem Testament vermachte er seinem Sohn sein Amt als Protonotarius, wie es einst sein Vater für ihn getan hatte. Weiterhin gab er Anweisungen, wie mit seinen Besitztümern im Ausland verfahren werden sollte, ein Hinweis auf seinen Kontakt und seine Unterstützung der katholischen Exilanten. Sein letzter Wille äußerte zudem den Wunsch, in der Gemeindekirche von Chelsea begraben zu werden, „mit den sterblichen Überresten meiner geliebten Frau (Gott sei ihrer Seele gnädig), wo mein Schwiegervater Sir Thomas More (Jesus segne seine Seele) begraben werden wollte.“ Allerdings unterstand die Gemeindekirche bereits neuen Patronen, die ihm kein Recht auf eine Familiengruft einräumten. Stattdessen wurde Roper in der Kapelle der Ropers in St. Dunstan’s in Canterbury begraben. Der Sarg seiner Frau Margaret wurde gemeinsam mit Thomas Mores Kopf in die Kapelle überführt und neben Roper zur letzten Ruhe gebettet. Ein lateinisches Epitaph, das Roper gewidmet wurde, ist inzwischen nicht mehr auffindbar. Von den englischen Exilanten wurde ihm zu Ehren eine Messe in Douai abgehalten und sein Tod wurde beklagt als schmerzlicher Verlust für Katholiken „sowohl hier als auch in England“.

## Thomas Mores Biografie
Ursprünglich war Ropers Life of Sir Thomas More nicht zur Veröffentlichung vorgesehen. Das Werk entstand vielmehr als eine Art Stoffsammlung. Um Harpsfield, der More nicht mehr persönlich kennengelernt hatte, eine Grundlage zu geben, schrieb Roper seine Erinnerungen an das Leben seines Schwiegervaters sowie persönliche Anekdoten nieder. Material aus diesen Erinnerungen flossen in Harpsfields The life and death of Sr Thomas Moore, knight, sometymes Lord high Chancellor of England ein und er widmete das Buch Roper aus Dankbarkeit für dessen Großzügigkeit ihm gegenüber.
Doch bevor das Werk veröffentlicht werden konnte, wurde Harpsfield unter Königin Elisabeth inhaftiert. Ropers Aufzeichnungen hingegen wurden in der Familie seines Bruders Christopher vererbt. Im Jahr 1626 veröffentlichten es schließlich die Jesuiten von Saint-Omer unter dem Titel The Mirrour of Vertue in Worldly Greatnes, or, The Life of Syr Thomas More Knight, sometime Lo. Chancellour of England (zu deutsch: Der Spiegel der Tugend in weltlicher Größe oder Das Leben von Sir Thomas More, Ritter, zeitweilig Lordkanzler von England).
Historiker bemängeln mitunter Ropers Angaben, die teilweise im anachronistischen Widerspruch zu anderen Zeugnissen aus Thomas Mores Leben stehen. Widersprüche zum tatsächlichen Geschehen lassen sich damit erklären, dass Roper diese Aufzeichnungen nahezu zwanzig Jahre nach Thomas Mores Tod verfasste. Auch wird ihm von Margaret Ropers Biografen John Guy vorgeworfen, sich selbst auf eklatante Weise in den Vordergrund zu spielen und dabei angeblich nicht einmal die Briefe zu kennen, die More in Gefangenschaft an seine Tochter schrieb.
Roper hatte jedoch niemals vor, diese Aufzeichnungen zu veröffentlichen, sondern versuchte mit ihnen einem jungen Mann Mores Charakter nahezubringen. Dafür nutzte er seine Erinnerungen an eigene Gespräche mit seinem Schwiegervater. Für ihn bestand zudem kein Grund, in seiner Materialsammlung Mores Briefwechsel mit Margaret näher zu beleuchten, da Margaret Giggs, mit der Harpsfield zusammenarbeitete, bereits die Veröffentlichung aller Schriften ihres Vaters vorbereitete. All seiner inhaltlichen Mängel zum Trotz hat sich das Buch als Klassiker etabliert. Ropers persönliche Erinnerungen gewähren einen Einblick in Mores Privatleben und die meisten späteren Biografien Thomas Mores beziehen sich auf sie.

## Nachkommen
Aus der Ehe mit Margaret hatte William Roper fünf Kinder:
1. Elizabeth (1523–1560)
2. Mary (gest. 1572)
3. Thomas (1534–1598)
4. Margaret (ca. 1530 – ca. 1580)
5. Antony

## Ausgaben und Übersetzungen
- Hildegard Buhr-Ohlmeyer (Übersetzerin): William Roper: Das Leben des Thomas Morus. The Lyfe of Sir Thomas Moore, Knighte. Lambert Schneider, Heidelberg 1986, ISBN 3-7953-0635-3